# 세바스찬 승
세바스찬 승(Sebastian Seung, 한국명 승현준)은 대한민국 출신의 미국 국적 신경과학자이자 물리학자, 인공지능 전문가이다. 하버드대학교에서 이론물리학 박사 학위를 취득한 후, 매사추세츠공과대학교(MIT)와 프린스턴대학교에서 뇌과학과 컴퓨터과학을 가르쳤으며, 인간의 정체성과 기억, 성격을 뇌의 연결망 구조로 설명하는 '커넥톰(connectome)' 이론을 대중화하였다. 2012년에는 대중서 《Connectome》을 출간하여 뇌과학과 인공지능의 접점을 설명하며 주목을 받았고, 뇌신경망 지도를 구축하는 시민 과학 프로젝트 '아이와이어(EyeWire)'를 주도하였다. 2018년부터 2024년까지는 삼성전자 삼성리서치 소장을 역임하며 삼성의 글로벌 AI 전략을 이끌었으며, 인간 중심 인공지능, 온디바이스 AI, 스마트홈·의료 AI 개발을 주도하였다. 2024년 삼성을 떠나 프린스턴대학교로 복귀한 뒤에도 신경과학과 인공지능 연구를 지속하고 있다.

## 생애
서울에서 태어나 어린 시절 미국으로 이주한 뒤, 미국 사회에서 학문적 경력을 쌓아 경과학자 및 인공지능 연구자로 자리매김한 인물이다. 학창 시절부터 물리학과 생명과학에 깊은 관심을 보였으며, 미국 매사추세츠주 보스턴에 위치한 하버드대학교에 진학하여 이론물리학으로 박사 학위를 취득하였다. 그의 박사과정은 전통적인 물리학 이론과 수리모델링을 기반으로 진행되었으나, 이후 인간 정신과 뇌의 구조에 대한 관심으로 연구 영역을 신경과학으로 전환하게 된다.
박사 학위 후 그는 뉴욕대학교와 MIT에서 물리학 및 계산신경과학 분야의 교수로 재직하면서, 인공지능 기술과 뇌 연결망의 상관관계에 대해 집중적으로 탐구하였다. 특히 MIT에서 재직하던 시기에는 '뉴런의 시냅스 연결망이 인간의 기억, 정체성, 성격을 규정한다'는 전제를 기반으로 ‘커넥톰(connectome)’이라는 개념을 이론화하고 실험적으로 접근하는 데 몰두하였다. 이와 같은 연구는 이후 인간의 뇌를 지도화하는 글로벌 뇌과학 프로젝트들과 맞물리며 세계적 주목을 받았다.
2012년 그는 《Connectome: How the Brain’s Wiring Makes Us Who We Are》라는 저서를 출간하여, 대중에게 뇌과학의 최신 성과와 철학적 함의를 알렸다. 이 책은 “나는 나의 커넥톰이다”라는 선언적인 문장을 통해, 유전자 이상의 정체성 요소로서 뇌 연결망의 중요성을 강조하였고, 뉴욕타임스와 네이처 등 여러 언론과 긍정적 평가를 받았다.
이후 그는 프린스턴대학교로 자리를 옮겨 컴퓨터과학 및 신경과학 교수로 재직하며 ‘아이와이어(EyeWire)’라는 뇌지도 크라우드소싱 프로젝트를 주도하였다. 이 프로젝트는 대중이 실제 뇌 신경망 이미지를 직접 추적하고 데이터화할 수 있도록 만든 일종의 과학 게임으로, 학문과 대중의 경계를 넘나든 시도로 평가받았다.
2018년, 그는 대한민국의 삼성전자에 전격 영입되어 삼성리서치의 수석연구과학자로 합류했고, 2020년부터는 공식적으로 삼성리서치 사장(소장)으로 임명되어 13개국의 R\&D센터와 AI 센터들을 총괄하였다. 이 시기 그는 “인간 중심의 인공지능”을 핵심 키워드로 제시하며, 삼성의 AI 전략을 산업 전반에 적용시키는 역할을 수행하였다. 온디바이스(On-device) AI, 스마트홈 AI, 건강 관리 AI 등 다양한 분야에서의 혁신적 설계를 추진하였으며, 2023년에는 생성형 AI 도입 전략도 발표하여 삼성 내부 업무 자동화 및 사용자 인터페이스 혁신을 견인하였다. 그는 또한 Smart Home AI Lab의 설립을 주도하며, 인간의 감각과 감정에 반응하는 멀티모달 AI의 비전을 제시하였다.
2022년에는 대한민국 공학한림원 외국인 회원으로 선정되었으며, 그의 공학·기술적 기여가 한국과 세계 과학기술계에 미친 영향이 인정받는 계기가 되었다. 이후 2024년, 삼성과의 인연을 마무리하고 미국 프린스턴대학교로 복귀하였다.

## 여담
세바스찬 승은 젊은 시절, 같은 대학 심리학과 테오도르 준 박과 교류하며, 실존에 대한 깊은 대화를 나눈 것으로 알려져 있다. 승현준이 뇌와 마음의 구조를 과학적으로 탐색하려는 입장에서 질문을 던졌다면, 박은 반대로 언어와 논리를 해체하는 불교적 방식으로 세계를 바라보며, 둘의 대화는 학문적 전공을 넘은 실존적 고민의 접점 위에서 이뤄졌다고 전해진다.